# Audyt zewnętrzny
Audyt zewnętrzny lub (hist., a także obecnie w odniesieniu do sądów, jednostek organizacyjnych prokuratury, notariatu, służby komorniczej oraz w spółdzielczości)  lustracja (z łac. lustratio) albo (hist., a także obecnie w odniesieniu do finansów) rewizja – badanie przeprowadzane planowo przez wykwalifikowane uprawnione osoby niezależne od badanej jednostki.
Wyróżniamy dwa rodzaje takiego audytu:
- audyt drugiej strony (np. audyt dostawcy – ma miejsce wówczas, gdy przedsiębiorstwo przeprowadza audyt u swoich aktualnych lub potencjalnych dostawców, występując w roli zamawiającego).
- audyt trzeciej strony (np. audyt certyfikujący)

W sektorze finansów publicznych oznacza w odróżnieniu od absolutorium badanie przeprowadzane przez niezależną instytucję kontrolną (np. przez Najwyższą Izbę Kontroli, a w przypadku jednostek samorządu terytorialnego i samorządowych osób prawnych również przez regionalne izby obrachunkowe) w oparciu o rozmaite kryteria:
- zgodność podejmowanych decyzji z obowiązującym prawem (kryterium legalności)
- gospodarność środkami publicznymi (kryterium gospodarności)
- kwalifikacje (zdrowotne, zawodowe) osób do wykonywania określonych czynności lub sprawowania określonej funkcji

Formą audytu zewnętrznego jest również audyt finansowy zlecany np. firmie audytorskiej. 
Niektóre rodzaje audytów zewnętrznych są obligatoryjne.

## Zewnętrzny audyt jakości
Zewnętrzny audyt jakości to badanie zarządzania jakością przeprowadzane przez audytorów jednostki certyfikującej system zarządzania jakością. Wniosek o jego przeprowadzenie organizacja, które pragnie podbudować swoją renomę i zaufanie oraz ugruntować pozycję na rynku oraz uzyskać certyfikat systemu zarządzania jakością i nie tylko (istnieje szereg norm których może dotyczyć audyt zewnętrzny: normy środowiskowe, motoryzacyjne, standardy dotyczące bezpieczeństwa produktów itd.). W celu uzyskania certyfikatu jednostka zgłasza się do właściwej jednostki certyfikującej (posiadającej akredytację wydaną przez jednostkę(i)notyfikowane tj. Polskie Centrum Akredytacji) (m.in. do: PCBC, DQS, TÜV SÜD Polska, TUV Nord Polska, SGS Polska, Germanischer Lloyd, TÜV Rheinland Polska, Dekra Certification).
Aby móc poddać się procesowi certyfikacji – firma powinna wdrożyć u siebie dany system zarządzania jakością/standard/procedury. W tym zakresie może posiłkować się firmami konsultingowymi.